# اورانیوم تترافلورید
اورانیوم تترافلورید (به انگلیسی: Uranium tetrafluoride) با فرمول شیمیایی UF۴ یک ترکیب شیمیایی است که جرم مولی آن ۳۱۴٫۰۲ g/mol می‌باشد. شکل ظاهری این ترکیب، بلورهای جامد است.